# Brivido biondo
Brivido biondo (The Big Bounce) è un film del 2004 diretto da George Armitage, tratto dal romanzo di Elmore Leonard Il grande salto, già trasposto sullo schermo nel 1969 col titolo di Io sono perversa (The Big Bounce) con Ryan O'Neal come protagonista.

## Trama
Il surf è tutto per Jack Ryan, fino a che nella sua vita irrompe una bionda mozzafiato con un piano infallibile per farlo diventare miliardario. Ma, come sempre, le situazioni si complicano.